# Carl Melles
Carl Melles (ur. 15 lipca 1926 w Budapeszcie, zm. 25 kwietnia 2004 w Wiedniu) – austriacki dyrygent pochodzenia węgierskiego.
Studiował w Akademii im. Ferenca Liszta w Budapeszcie (1946–1949), gdzie później był zatrudniony jako wykładowca. Pracował jako dyrygent na Węgrzech, w 1957 emigrował do Austrii; w 1966 przyjął obywatelstwo austriackie.
W ciągu swojej kariery artystycznej współpracował z renomowanymi orkiestrami, m.in. zespołem Filharmoników Berlińskich, orkiestrą filharmoniczną i symfoniczną w Wiedniu, orkiestrą Nowej Filharmonii w Londynie. Prowadził koncerty w Południowej Afryce, Japonii i USA, przede wszystkim jednak w Europie - m.in. na festiwalach w Bayreuth i Salzburgu.
Wśród wielu artystów, z którymi koncertował, byli m.in. Mstisław Rostropowicz, Dawid Ojstrach, Swiatosław Richter, Artur Rubinstein i Maurizio Pollini.
W 1995 nadano mu tytuł honorowego dyrygenta orkiestry w Brunszwiku, po odegraniu wspólnie z nią dziewięciu symfonii van Beethovena. W tym samym roku otrzymał Wielką Srebrną Odznakę Honorową za Zasługi dla Republiki Austrii. Był laureatem wielu nagród (m.in. Medalu im. Brahmsa, Medalu im. van Beethovena, nagrody Ferenca Liszta); członek honorowy Wiedeńskiej Akademii Śpiewu, profesor dyrygentury w Wiedniu.
Jego córką jest aktorka Sunnyi Melles.